# Angelo Lualdi

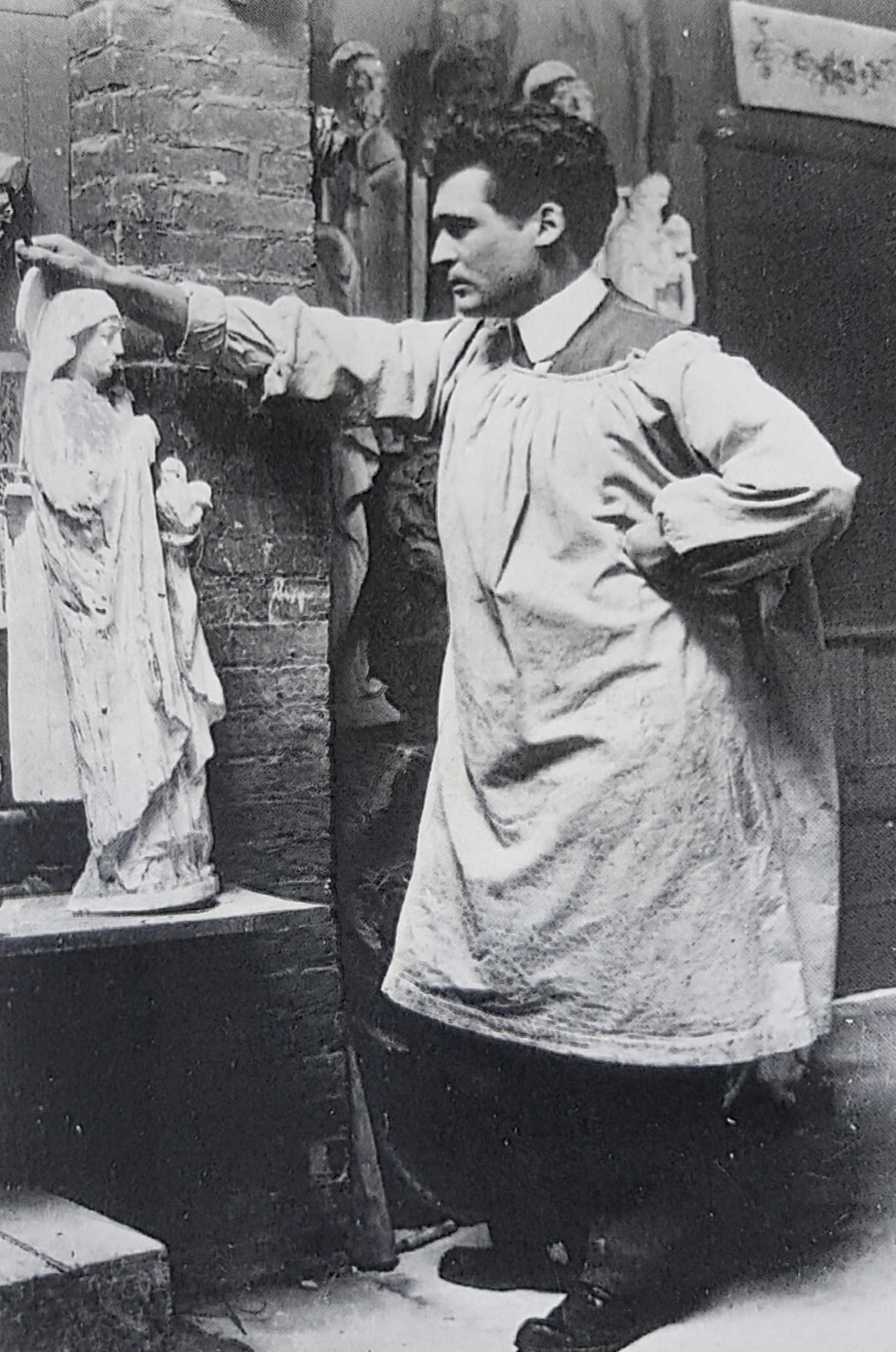
Angelo Lualdi nel suo studio

Angelo Lualdi (Genova, 22 febbraio 1881 – Fiesole, 12 giugno 1979) è stato uno scultore italiano attivo negli Stati Uniti dal 1907 agli anni '70.

## Biografia
I Lualdi erano originari di Busto Arsizio dove il nonno, Angelo Maria Francesco Lualdi, era medico chirurgo e la nonna Felicita Francesca Maria Carolina Crespi una signora benestante.
Dopo la morte prematura del padre Paolo, Angelo, a soli dieci anni, si trasferì a Milano con la madre e il fratello minore Vincenzo.
Venne incoraggiato e reso sensibile all’espressione dell’arte figurativa sia dallo zio paterno Giovanni, imprenditore edile che aveva studiato all'Accademia di Brera, sia dallo zio materno Angelo Morbelli, pittore che aveva abbracciato la poetica del divisionismo nel periodo a cavallo fra i due secoli.
Nel 1893 Angelo Lualdi si iscrisse all'Accademia di Brera dove frequentò i corsi fino al 1903.
La curiosità per il mondo e per l'arte, associate alla precarietà politica, che l’Italia viveva in quegli anni, lo spinsero ad allontanarsi per qualche tempo dall’Italia.
Angelo Lualdi può essere definito un ambasciatore all’estero del buon gusto e dell’arte, in quanto si formò, come gli zii, all’Accademia delle Belle arti di Brera e seguì i corsi d’intaglio del Castello Sforzesco. Contemporaneamente allestì un atélier per l’intaglio del legno con la collaborazione di sette persone che lavoravano per lui. Dopo un breve soggiorno a Parigi andò a Londra dove si trattenne fino al 1907.
Lasciò l’Inghilterra nel 1907 per gli Stati Uniti, dove visse fino al 1925. In questo paese lavorò per oltre dieci anni con la ditta Irving & Casson di Boston e insegnò in un gruppo di studi d’arte North Bennet School a Cambridge. Nel 1917 fondò la Angelo Lualdi Inc. e arricchì con preziose statue, gruppi religiosi e stazioni della croce, numerose chiese e cattedrali cattoliche e protestanti, tra le quali la National Cathedral di Washington DC: sono sue le 98 statue dell’altare maggiore e la cappella della Natività.
Sempre negli Stati Uniti aprì una Galleria d’Arte in Newbury Street a Boston.
Nel 1925, Angelo decise di ritornare in Italia con la sua famiglia. Si stabilì prima a Settignano e poi a Villa Covoni a Fiesole in Via Benedetto da Maiano.
L’artista però continuò a lavorare con gli Stati Uniti, motivo per cui attraversò l’Oceano Atlantico diverse volte per seguire la messa in opera dei lavori progettati ed eseguiti in Italia.
Morì a Fiesole il 12 giugno del 1979.

## Opere

### Trinity Church Cemetery NYC e Trinity Church

#### Astor column
L'architetto John Nash gli commissionò le statue della colonna nel Trinity Church Cemetery a New York.
L'alto rilievo rappresentante "Adamo ed Eva" è interessante e si può osservare nella fisicità delle statue la meditazione dell'artista su esempi medievali europei.

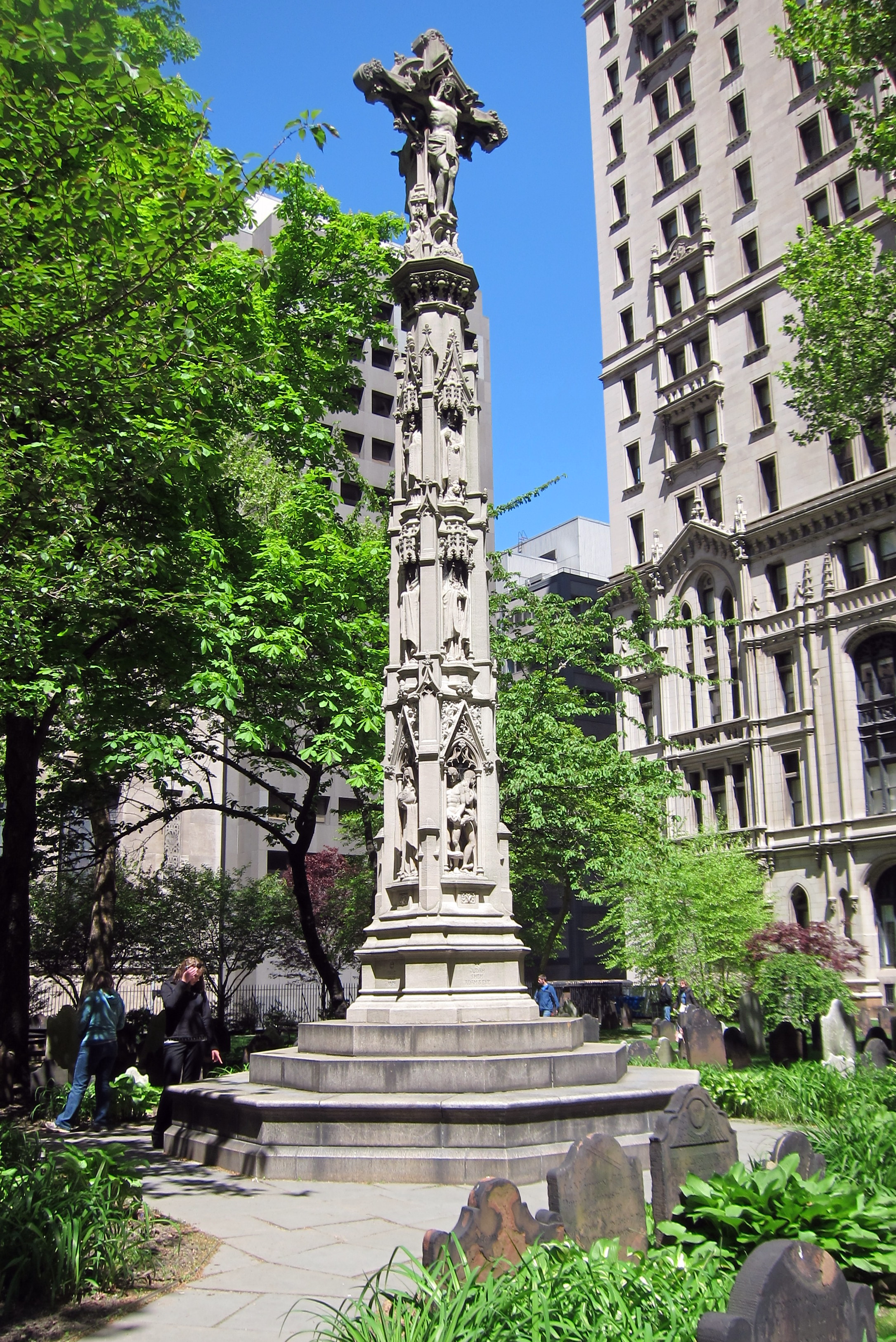
Astor Column nel Trinity Church Cemetery NYC

Il Giornale Italiano, in data 8 giugno 1914, pubblicò l’articolo “L’arte nostra in America. Un bel monumento dello scultore Angelo Lualdi”. L’articolista scrisse: “In questi giorni fu inaugurato nel giardino della Trinity Church in New York un bel monumento, opera pregevole del giovane scultore Angelo Lualdi di Boston. Il monumento consiste in una colonna di stile gotico, sormontata da una croce.
Nella colonna sono scolpite diciotto figure, poco più grandi del vero, rappresentanti i patriarchi, Eva, la Madonna col bambino, angeli e santi. La colonna è alta trentotto piedi e si erge su un piedistallo ottagonale. La Madonna, che è uno dei più bei dettagli del monumento, è un capolavoro di concezione e di artistica finezza. Ad attenuare la rigidezza gotica dell’assieme, il Lualdi ha messo nei dettagli qualche tocco di modernità e nelle figure ha trasfuso un po’ della sua calda anima di giovane e di italiano. Il Lualdi è milanese ed ha appena ventinove anni di età. Da sette anni è stabilito a Boston. Lavori suoi si ammirano in New York nella St. Thomas Church in Fifth Avenue [ ] La sua colonna commemorativa alla Trinity Church è stata molto lodata dai competenti e dai giornali metropolitani.”

### Madonna e bambino
Scultura in marmo rosa di Madonna con bambino a struttura piramidale che si trova sul portale della Trinity Church NYC.

### Washington Cathedral
Tra il 1923 e il 1926 eseguì molti elementi architettonici destinati alla cattedrale di Washington che era in costruzione (54 elementi architettonici in pietra artificiale intagliata e scolpita. Fotografie in Cathedral Age, Cathedral Association, Mount Saint Alban, Easter 1926 pag. 62 a guide to Washington Cathedral, editor Nancy Montgomery, National Cathedral Associations, Washington D.C. 1965). Questi elementi sono poco visibili per la loro collocazione, ma la loro buona riuscita ha avuto una fondamentale importanza per la sua carriera poiché grazie ad essi, un decennio più tardi, gli venne offerta l’esecuzione dell’opera più importante della sua vita: le statue del dossale della stessa cattedrale.
Nel volume The Cathedral Age, pubblicato nell’autunno 1935, era scritto: “Angelo Lualdi, uno scultore di Boston, è stato incaricato di preparare tutti i bassorilievi e le statue. Quello che ha completato è stato fatto con tecnica raffinata e comprensione profondamente spirituale”.
Le statue del dossale sono state create dallo scultore Angelo Lualdi tranne il Cristo benedicente centrale. Il dossale ricopre i tre muri dell'abside, dietro l'altar maggiore sul lato est della cattedrale, ed è chiamato anche Ter Sanctus, in riferimento alle sue tre parti che ricordano la Trinità, questa struttura monumentale comprendere quasi più di 100 figure scolpite intorno alla figura centrale di Cristo a rappresentazione di quella gloriosa compagnia di santi, profeti, martiri, angeli e fedeli descritti nel canto di lode a dio: " Te Deum Laudamus", scritto nel IV d.c. . Le statue di misura 53-143 cm sono scolpite in pietra francese di Caen.

### Statua della regina Guglielmina d’Olanda

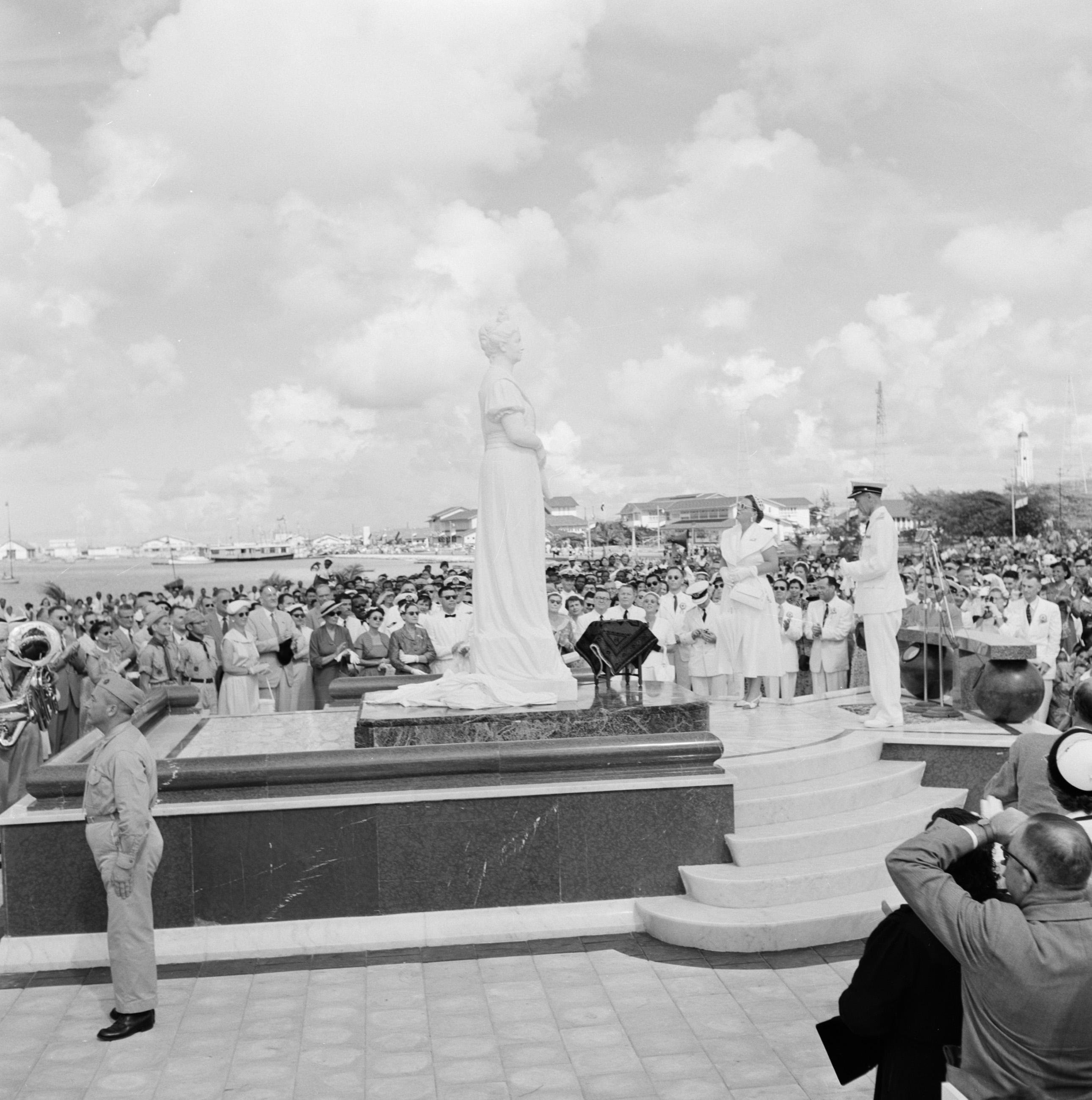
Statua della regina Guglielmina d'Olanda

La statua è collocata sopra un basamento rettangolare e indossa un lungo vestito con fascia ufficiale. Si trova nel Wilhelmina Park, vicino al porto della città di Oranjestad, sull’isola d’Aruba (Mar dei Caraibi). La statua fu commissionata in occasione della visita della regina sull’isola nel 1955.

### All Saints Church - Worcester

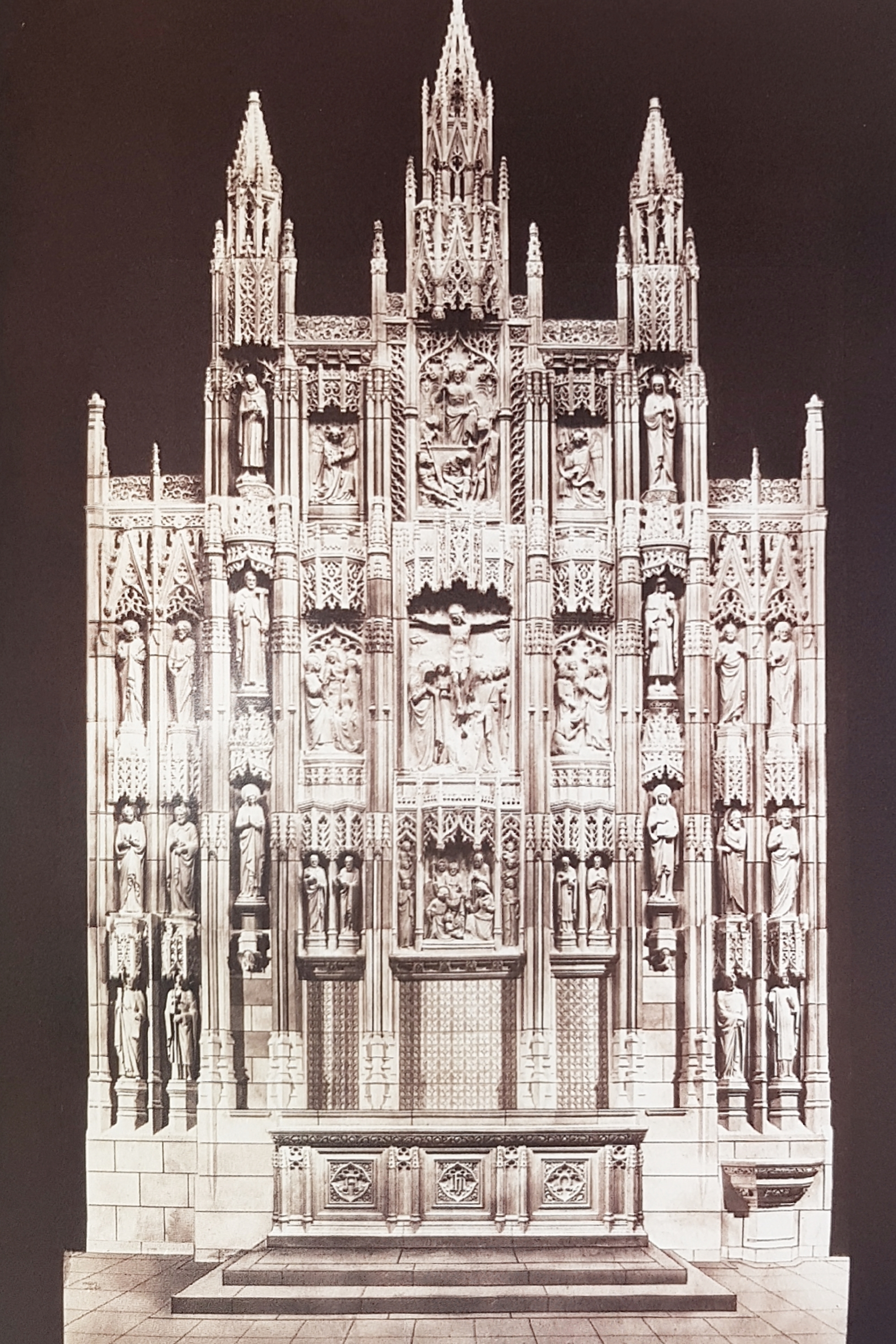
Altare Maggiore nella All Saints Church a Worcester

### Monumento ai caduti - Uxbridge
I cittadini di Uxbridge vollero commemorare i loro caduti con un monumento. L’opera fu affidata ad Angelo Lualdi. Per la realizzazione fu scelto il marmo di Carrara adatto alle temperature rigide dell’inverno e per il colore bianco.

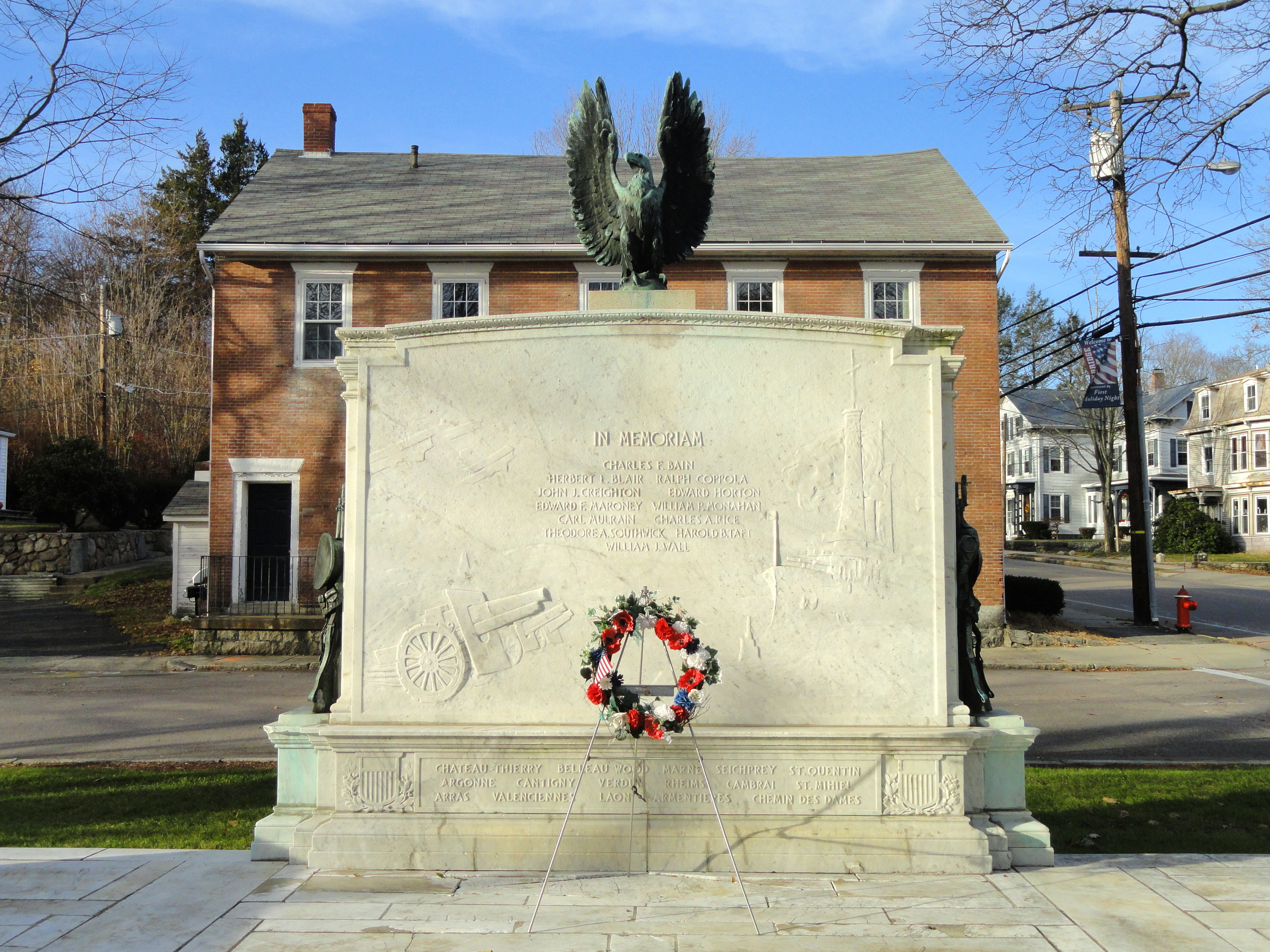
Memoriale della Seconda guerra mondiale ad Uxbridge

L’artista eseguì i modelli in plastilina nel suo studio di Cambridge e poi li portò a Carrara dove seguì personalmente la loro realizzazione in marmo.
L’Aquila e i bassorilievi in bronzo, anch’essi modellati da Lualdi, furono invece fusi a Boston dalla ditta T.F. McGann &Son Company sotto l’attenta supervisione dell’artista.
L’aquila è l’opera di maggior impegno e rappresenta il simbolo della vittoria e dell’indipendenza. Il monumento fu inaugurato il 5 novembre 1921.

### Monumento ai caduti - Hamilton
I cittadini della città di Hamilton nello stato del Massachusetts, decisero nel 1922 di commemorare i propri caduti della prima guerra mondiale con la realizzazione di un monumento. Affidarono l’incarico architettonico allo studio Smith & Walker con studi a Salem ed a Boston.
Angelo Lualdi fu scelto per modellare l’aquila sulla scorta del successo ottenuto con il monumento di Uxbridge. Lo scultore modellò l’aquila e la fece formare in gesso nel suo studio di Cambridge e la portò alla fonderia T.F. McGann & Sons di Boston. Il monumento fu inaugurato nell’ottobre 1924, nella stessa posizione dove si trova oggi, nel punto dove si riunivano le truppe durante la guerra civile. L’aquila è simile a quella eseguita per Uxbridge, ma qui raffigurata come se stesse per spiccare il volo. Le ali allungate sono rese nei minimi dettagli di ogni piuma, il becco semi aperto e la testa rivolta a sinistra in una posa quasi selvaggia. Negli artigli tiene un’ancora con una corda attorcigliata simbolo che richiama la vicinanza di Hamilton all’oceano e la sua tradizione marinara.
Citazione nel libro di Regina Soria sui monumenti ai caduti: “Fratelli lontani, il contributo degli artisti italiani all’identità degli Stati Uniti” (Liguori ed. 1997) scrive: “Questi monumenti dimostrano ancora una volta l’abilità di Lualdi nello scolpire anche soggetti a lui non familiari”. A questo proposito va detto che gli artisti italiani di solito avevano difficoltà nello scolpire il soggetto dell’aquila americana, in quanto specie a loro sconosciuta, e si ostinavano a riprodurre l’aquila romana.

### Saint Vincent de Paul Church - LA

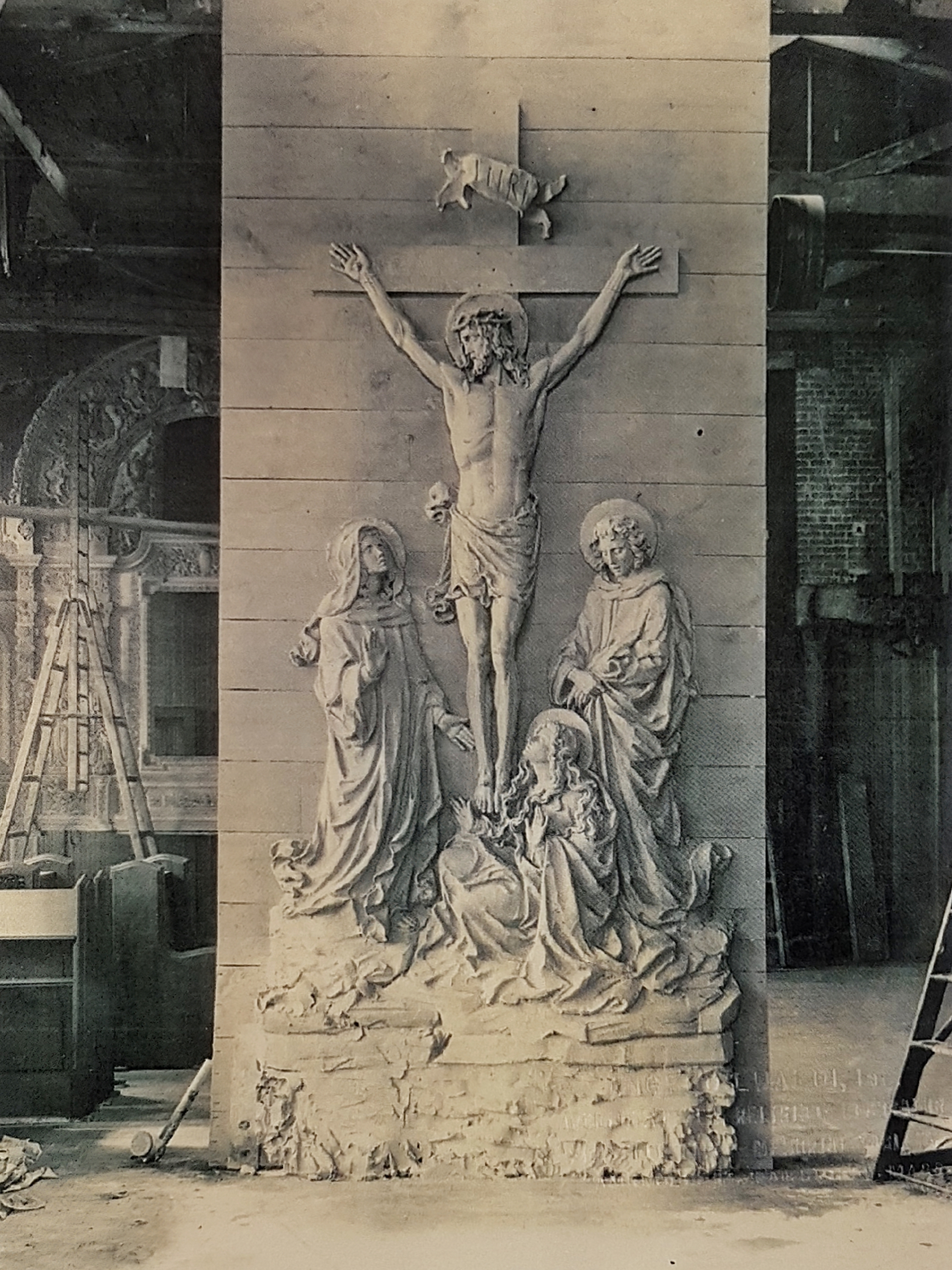
Modello in creta del pannello centrale Altar Maggiore, nello studio di Angelo Lualdi

È del 1929 il pannello centrale dell'altar maggiore della chiesa Saint Vincent de Paul Church in Los Angeles che ha creato Angelo Lualdi